# 黃帝 (上古人群)
黃帝族，又稱黃帝氏族、黃帝部落、黃族，是中國古代以黃帝為始祖的氏族部落。

## 概論
黃帝族的學說可以追溯到中華民國建立初期，梁啟超對中國上古史開始進行系統學術研究，提出中華民族由多民族融合建立。在學術界中，對於中華民族的始祖進行許多研究，其又以中國古史傳說中的黃帝及炎帝最被注意。
以顧頡剛等人為首的疑古派，認為古史為神話傳說，主張黃帝及炎帝為經由托古神話而構成的虛構傳說人物。而于右任、錢穆等學者，則形成信古派，認為古史神話皆有根據，黃帝與炎帝真實存在。除了認為黃帝炎帝皆為真實存在的歷史人物外，也出現將黃帝當成是氏族代表或族群名稱的說法。
在中華民國時期，曾有多位學者將黃帝視為是一個族群或氏族，但並沒有提出黃帝族的名稱。夏曾佑首先提出中國始祖於三個民族的學說。他認為，中國最初可分為諸夏族，葷粥族與黎族三支。諸夏族中又可分為黃帝及炎帝兩個支系。王獻唐主張炎帝與黃帝為兩個不同氏族，最初居住在黃河流域的住民為炎帝族，後被黃帝族驅逐。
承繼夏曾佑的說法，徐旭生將中國古代民族，分成三個民族集團，分別為華夏集團、東夷集團與苗蠻集團，而炎帝族與黃帝族形成了華夏集團。他認為黃帝族起源自陝西南部，沿洛水南下至中原。錢穆也曾考證黃帝起源於陝西，認為他是古代氏族領袖，其部落為游牧民族，後成為氏族祖先。學者呂思勉認為，黃帝族原為在河北的游牧民族，南下征服了農耕民族。
自中華人民共和國建立後，郭沫若等人繼續發展了黃帝族相關研究。在文化大革命結束後，經由范文瀾、朱绍侯與王玉哲等人編著的中國通史，黃帝族一詞進入中華人民共和國部分教科書與通俗歷史讀物，如《簡明中國歷史讀本》、《中華五千年紀事本末》等著作，皆使用黃帝族這個名詞作為漢族及中華民族的起源，但也有學者繼續使用在黄帝代族、黃帝部落等名稱來指稱這個上古部族。

## 學術研究
據中華人民共和國學者范文瀾主張，最初定居於陝西黃土高原的民族為炎帝族，黃帝族為活動於中國陝西、甘肅、青海至河北一帶的游牧民族。南方蠻族中的九黎族進入中原，與炎帝族發生戰爭，炎帝族求助於黃帝族，黃帝族在擊敗九黎族後，征服炎帝族，形成中華民族的先祖。中華人民共和國學者潛明茲認為，黃帝族原為一個黃土高原氏族部落的名號，之後發展為部落聯盟的稱號。黃帝族的集中與簡稱，成為黃帝這個人物。
中華人民共和國學者張豈之主張黃帝部族是源自黃土高原的仰韶文化廟底溝類型人群。中華人民共和國學者曹定云認為黃帝氏族為華胥氏後代，仰韶文化廟底溝類型屬黃帝氏族遺存。
中華人民共和國學者唐蘭、田昌五認為黃帝族出自戎狄。劉寶才認為周族與西戎皆源自炎黃部族。中華人民共和國學者劉起釪主張，起源於山西省南部的姬姓氏族形成黃帝族，之後發展為夏族，建立夏朝，周族為其後裔。姬氏黃帝族為氐族，姜姓炎帝族為羌族。

## 反對意見
中華民國學者顧頡剛、楊寬與丁山等人，認為黃帝來自神話傳說的轉化，在戰國至漢朝時才被當成先祖來看待，並非真實存在。
中華民國學者王明珂認為，黃帝族為後世攀附傳說形成的族群，用於區分華夷秩序，在歷史上未必存在。